# Radbrunnen- und Neutorkeller
Koordinaten: 49° 27′ 23,9″ N, 11° 4′ 22,7″ O

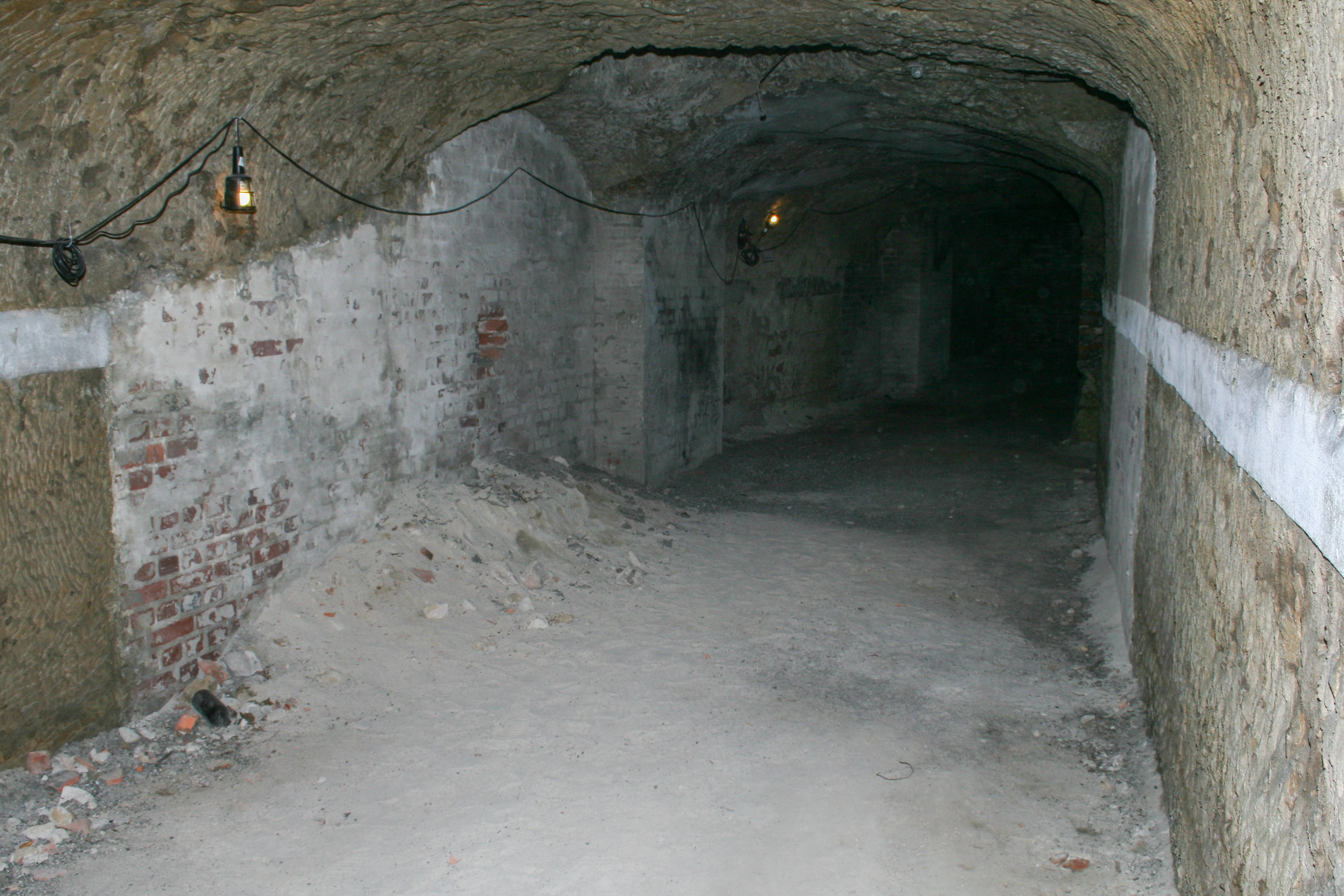
Radbrunnenkeller

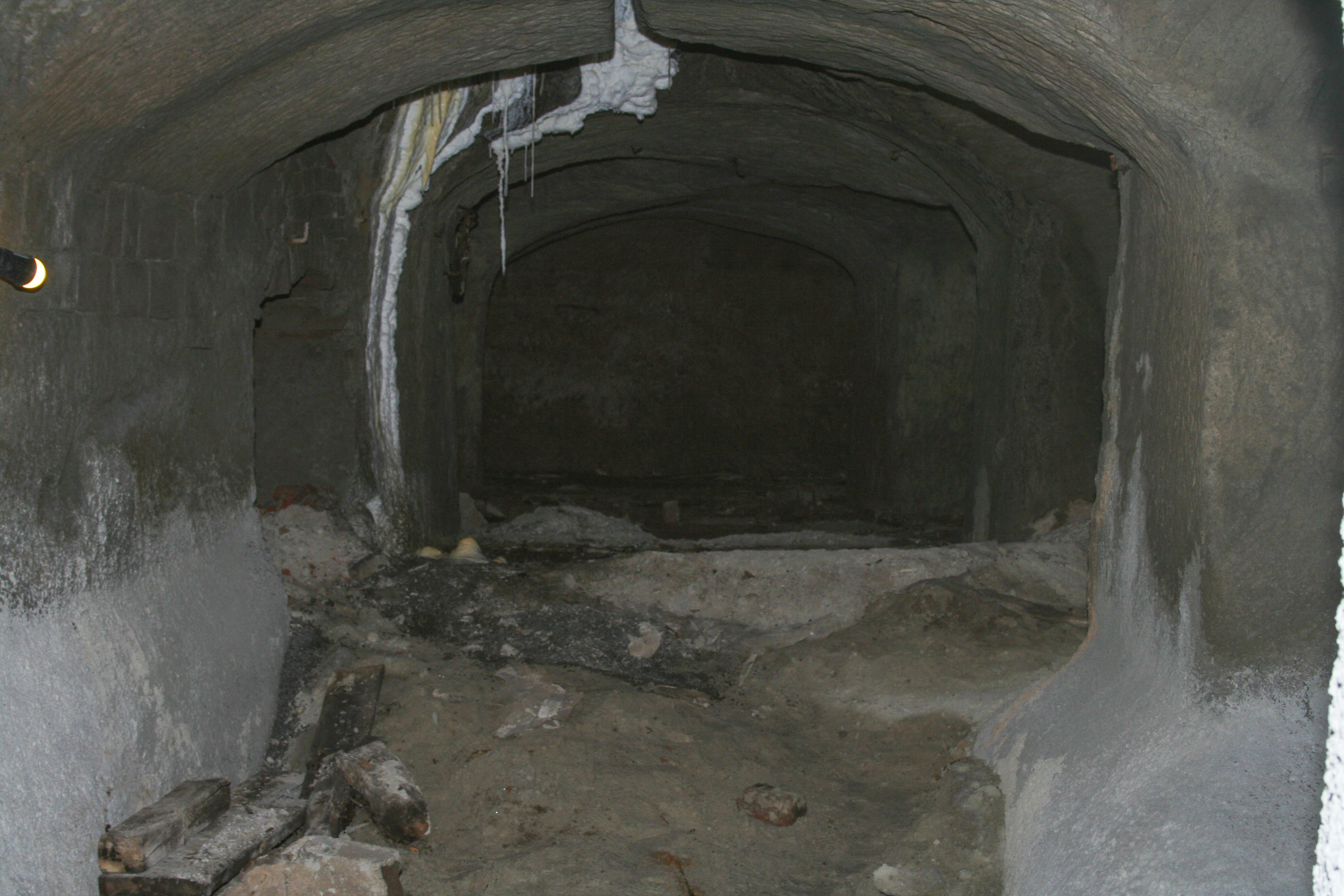
Neutorkeller

Der Radbrunnen- und Neutorkeller ist ein zum Bunker ausgebauter, historischer Felsenkeller im nordwestlichen Teil der Sebalder Altstadt der Nürnberger Altstadt. 
Die voneinander getrennten Keller sind Teil eines umfangreichen Kellersystems im Burgsandstein der nördlichen Altstadt und wurden vermutlich im 17. Jahrhundert in etwa 15 Meter Tiefe angelegt. Die Keller wurden 1944 nachträglich durch Verbindungsgänge miteinander verbunden und zum Bunker ausgebaut. Ein Zugang befindet sich in der Radbrunnengasse sowie über die verbundenen Kellersysteme. Rettungsstollen, die heute vermauert sind, befinden sich im Neutorgraben und in der Altstadt. 
Die Bunker waren äußerst primitiv eingerichtet. Zu Ende des Krieges stand kaum noch Material und Gerät zur Verfügung. Als Notbeleuchtung wurde auf die Felswände im Dunkeln nachleuchtende Phosphorstreifen aufgemalt (siehe Bild, Radbrunnenkeller).
Zur Sicherung der Anlage wurden die Keller in den 1980er Jahren mit Beton (torkretiert) ausgespritzt. 
Die Keller sind im Privatbesitz und heute nicht mehr öffentlich zugängig. Im Januar 2008 war die Anlage im Rahmen des Gedenkens an die Zerstörung Nürnbergs mittels Führungen durch den Förderverein Nürnberger Felsengänge zugänglich.